# Movimiento Español Sindicalista
El Movimiento Español Sindicalista (MES) fue un movimiento político español de extrema derecha, predecesor de Falange.

## Historia
El movimiento, que surgió en la primavera de 1933, fue fundado por José Antonio Primo de Rivera junto al escritor Rafael Sánchez Mazas y el aviador Julio Ruiz de Alda. Otros de los que formaron parte del MES fueron Dionisio Ridruejo, Alfonso García Valdecasas, Manuel Sarrión y Andrés de la Cuerda. Los miembros del MES reconocieron abiertamente ser fascistas, y de hecho el movimiento empezó a hacerse conocido en su propaganda como Movimiento Español Sindicalista-Fascismo Español (MES-FE). Sin embargo, pronto se hizo evidente que la iniciativa no cuajó en el panorama político y tuvo un escaso éxito. En agosto de 1933 Primo de Rivera firmó con los sectores monárquicos el llamado «Pacto de El Escorial», por el cual se alcanzó un pacto entre monárquicos y el MES-FE. El 29 de octubre de 1933, en plena campaña electoral, el MES celebró un mitin en el Teatro de la Comedia de Madrid que constituyó una refundación del movimiento, pasando a llamarse Falange Española.